# Dione de Graaff

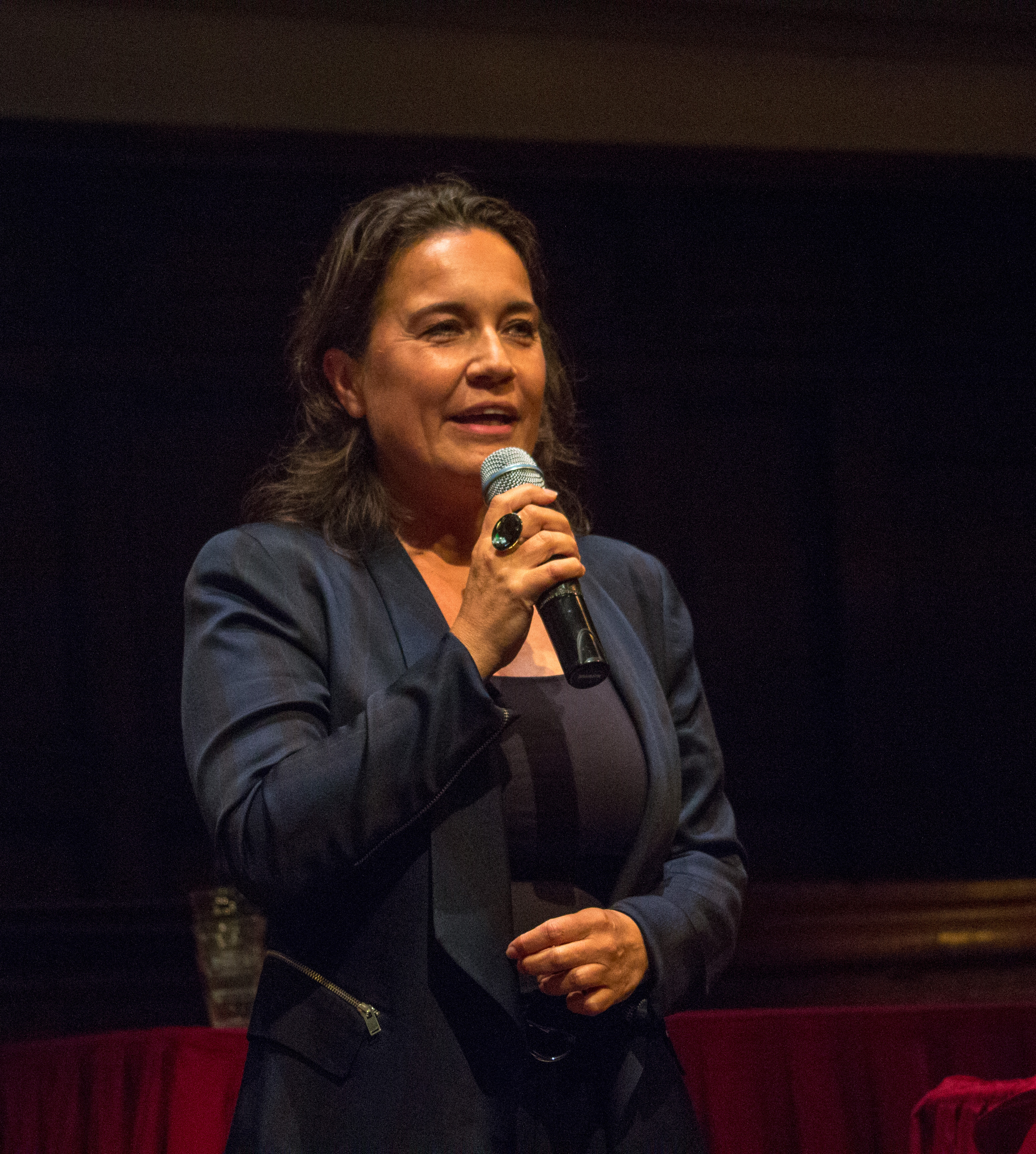
Dione de Graaff in 2015

Dione de Graaff (Bussum, 9 juni 1969) is een Nederlandse sportjournalist en televisiepresentatrice.
De Graaff, dochter van de VARA-eindredacteur Jan de Graaff, groeide op in Weesp en later in Leusden en ging in Amersfoort naar de middelbare school. Na een jaar Frans te hebben gestudeerd, ging ze naar de Academie voor Journalistiek en Voorlichting in Tilburg.
Tussen 1993 en 1995 werkte De Graaff bij Omroep Amersfoort. Hierna kreeg ze een stageplaats bij NOS Studio Sport, waar ze later een van de vaste presentatoren werd. Sinds 1995 is ze een van de presentatoren van het televisieprogramma NOS Studio Sport.
Tijdens de Olympische Zomerspelen in Londen (2012), presenteerde zij 's middags London Live. In 2016 was ze een van de presentatoren van 'Rio Live' in de avond en nacht.
De Graaff presenteert voor NOS Sport onder andere NOS Studio Sport en het radioprogramma NOS Langs de Lijn.
Samen met Herman van der Zandt presenteert ze sinds de Tour de France van 2016, het programma "De Avondetappe".
Ze won in 2002 de Nationale Nieuwsquiz van de NCRV.

## Persoonlijk
De Graaff had een relatie met Chris Götte, drummer van BLØF, die op 17 maart 2001 omkwam bij een motorongeluk en heeft een relatie met Nando Boers.